# Totonnoukon
Totonnoukon est un arrondissement du département du Plateau au Bénin

## Géographie
Totonnoukon est une division administrative sous la juridiction de la commune d'Adja-Ouèrè,.

## Démographie
Selon le recensement de la population effectué par l'Institut National de la Statistique Bénin en 2013, Totonnoukon compte 14 445 habitants pour une population masculine de 6 960 contre 7 485 femmes pour un ménage de 2363.